# WebSphere Portal
IBM WebSphere Portal — один из продуктов бренда WebSphere компании IBM. WebSphere Portal представляет собой решение корпоративного портала. Он позволяет комбинировать приложения и содержимое в единообразное представление, к которому пользователи получают доступ в зависимости от своих ролей. Помимо этого он также предоставляет сервисы для улучшения впечатления пользователей, с тем, чтобы унифицированный интерфейс был богаче, нежели интерфейс каждого индивидуального компонента. Например через настройку внешнего вида страниц портала, через сервисы единого предъявления пароля, через общие портлеты для обмена информацией между пользователями и многие другие средства.

## Структура портала
Структура портала состоит из нескольких модульных подсистем, а именно:
- Визуального слоя — интерфейса веб-пользователя.
- Персонализации — способность формировать динамический ответ пользователю в зависимости от его персонального профиля.
- Средств совместной работы — инструменты для обмена информацией между пользователями (электронная почта, общие ресурсы и т. д.).
- Портлетов — структур, предназначенных для легкого подключения программных модулей и сервисов.
- Приложений.
- Поиска и навигации — категоризированного содержимого портала и средств поиска необходимой информации.
- Публикаций и подписки — возможность авторизовать новое содержимое и публиковать его подписчикам.
- Администрирования и безопасности — основных сервисов Веб-сайта, таких как планировщик страниц, средств мониторинга менеджера метаданных.

## Совместимые операционные системы
- AIX 5L v5.2 и 5.3
- DYNIX/ptx
- HP-UX 11i v1 и v2
- i5/OS
- GNU/Linux
- Solaris 9 и 10
- Microsoft Windows NT версий 2000, 2003, XP Pro.